# Faremoutiers

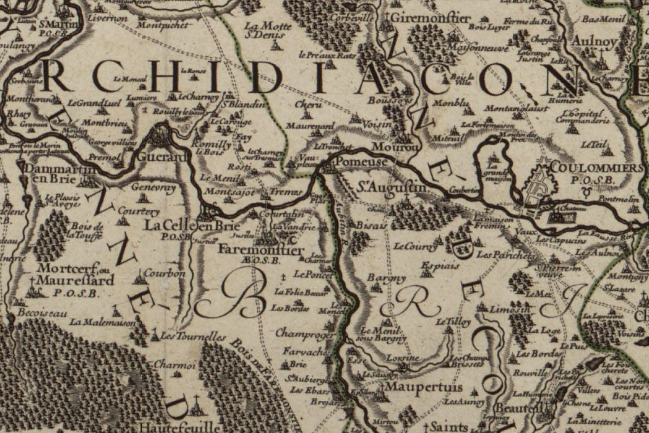
Faremoutiers és a Brie-vidék térképe, 1698. Alexis-Hubert Jalliot metszete. Részlet a meaux-i püspökség térképéből

Faremoutiers (ejtsd: fármutyié), község Franciaországban Seine-et-Marne megyében, Île-de-France tartományban.

## Földrajzi fekvése
Párizstól 50 km-re keletre helyezkedik el a sajtgyártásáról híres  Brie-vidéken, a Párizsi Medencében.

## Története
620-ban Sainte Fare (Burgundofara, Szent Fára) (született kb. 615 - 643/ 655) apáca apátságot alapít a helyen. Faremoutiers nevének jelentése : Fare monostora. A Nagy Forradalom alatt az apátságot föloszlatják. Az apátság 1931-ben alakult újjá.

## Lakossága
- 1793: 1200 fő
- 1896: 852 fő
- 2007: 2402 fő
- 2010: 2434 fő

## Turisztikai látnivalók
- A Faremoutiers-i Miasszonyunk és Szent Péter Bencés Apátság (Abbaye bénédictine Notre Dame et Saint Pierre)  Archiválva 2010. április 17-i dátummal a Wayback Machine-ben (franciául)  (franciául). Coulommiers-től három kilométer távolságra fekszik.
- Saint Sulpice templom (L’Église Saint Sulpice), 12. század
- Szent Fára kastély (Le Château Sainte Fare, « Maison Blanche ») Épült 1865 körül.
- A Szegények Kapuja (La Porte des Pauvres) (Az apátság falában).

## A helységhez kötődő személyiségek
- Bréda Ferenc, esszéíró, irodalomtörténész